# Nyrki Tapiovaara

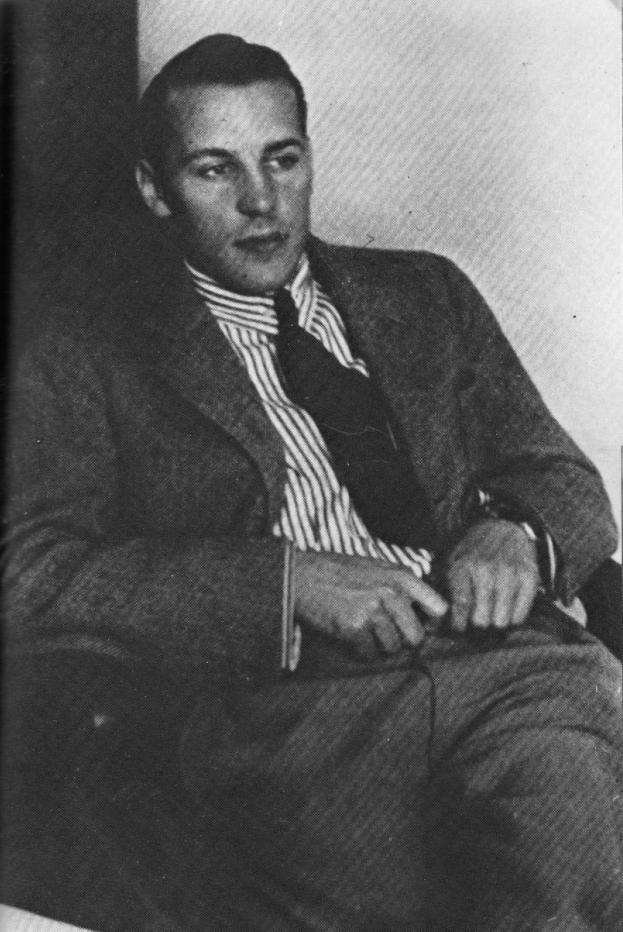
Nyrki Tapiovaara, 1938

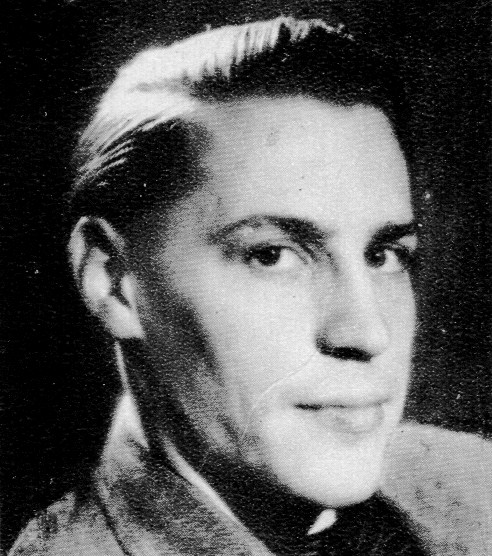
Portraitaufnahme

Nyrki Tapiovaara (* 16. September 1911 in Hämeenlinna; † 29. Februar 1940 in Tohmajärvi) war ein finnischer Filmregisseur.

## Leben
Tapiovaara wurde in einer südfinnischen Beamtenfamilie geboren. Er wurde von der literarischen Bewegung Tulenkantajat beeinflusst und vertrat kulturradikale Ansichten. Tapiovaara arbeitete als Theaterregisseur und verfasste Filmkritiken. 1937 drehte er seinen ersten eigenen Film. Es folgten vier weitere Filme, wobei er mit damaligen Filmgewohnheiten brach und sich mit Klassikern der finnischen Literatur befasste. Er starb 1940 während des Winterkriegs.

## Filmografie
- 1937: Juha
- 1938: Varastettu kuolema
- 1939: Kaksi Vihtoria
- 1939: Herra Lahtinen lähtee lipettiin
- 1940: Miehen tie